# Sempre al tuo fianco
Sempre al tuo fianco è una serie televisiva italiana diretta da Marco Pontecorvo e Gianluca Mazzella, trasmessa in prima visione su Rai 1 dal 15 settembre al 27 ottobre 2024, con protagonista Ambra Angiolini e ispirata all'attività della Protezione civile.

## Trama
Sara Nobili è una vulcanologa della Protezione civile impegnata a risolvere emergenze che richiedono attenzione ed esperienza. Ma deve anche destreggiarsi in complicate relazioni familiari.

## Episodi
| Stagione       | Episodi | Prima TV |
| -------------- | ------- | -------- |
| Prima stagione | 12      | 2024     |

## Personaggi e interpreti
- Sara Nobili, interpretata da Ambra Angiolini. È la responsabile del rischio vulcani della Protezione civile. È cresciuta a Stromboli dove ha conosciuto l'ex marito Massimo, con il quale ha avuto la figlia Marina.
- Renato Lussu, interpretato da Andrea Bosca. È un medico e ricercatore, nonché compagno di Sara. È uno degli ultimi arrivati nel gruppo della Protezione Civile.
- Massimo Caruso, interpretato da Peppino Mazzotta. È un agente immobiliare, ex marito di Sara e padre di Marina, ancora legato alla moglie.
- Marina Caruso, interpretata da Tecla Insolia. È la figlia diciassettenne di Sara e Massimo.
- Egidio Merlo, interpretato da Fortunato Cerlino. È un biologo rimasto paraplegico a seguito di un incidente.
- Federico Urbani, interpretato da Luigi Fedele. È uno stagista neolaureato in fisica quantistica.
- Victor Paoli, interpretato da Alessandro Tedeschi. È il responsabile delle associazioni di volontariato.
- Ginevra Carbone, interpretata da Gaia Messerklinger. È la responsabile della comunicazione.
- Vincenzo Nobili, interpretato da Marco Iannitello. È il padre di Sara. Apparso nei flash-back.
- Ottavio Canovi, interpretato da Thomas Trabacchi. È il responsabile della Protezione civile.
- Ahbed, interpretato da Maurizio Bousso. È l’assistente sanitario di Egidio Merlo ed originario del Mali.
- Stefano Calindri, interpretato da Francesco Meoni.

## Produzione
La serie è diretta da Marco Pontecorvo e Gianluca Mazzella, scritta da Pietro Calderoni, Valter Lupo, Sofia Bruschetta e Angelo Carbone e prodotta da Rai Fiction e 11 marzo Film.

### Riprese
Le riprese, concentrate interamente sull'isola di Stromboli, sono state effettuate nel quartiere Ginostra, a Strombolicchio (piccolo isolotto vulcanico sito a nord est dell'isola) e presso la casa dei coniugi Ingrid Bergman e Roberto Rossellini.
Il 25 maggio 2022, durante le riprese della serie, è scoppiato un incendio provocato da un piccolo rogo appiccato per esigenze di sceneggiatura. Le riprese sono state subito interrotte ma il rogo ha distrutto almeno 5 ettari di macchia mediterranea.

## Colonna sonora
La colonna sonora è composta da Francesco De Luca e Alessandro Forti per conto di edizioni musicali Rai Com.